# Livland
Livland (lettisk: Vidzeme, estisk: Liivimaa) er et historisk landskab i Baltikum. Området er i dag delt mellem Estland og Letland. Afgrænsningen af Livland er uklar på grund af stadige grænseændringer i middelalderen. I videste forstand omfatter Livland hele den sydlige halvdel af Estland og den del af Letland, som ligger nord for floden Daugava. I snævrere forstand bruges det om livernes oprindelige kerneområde, som har givet landskabet navn. Dette lå i et rektangulært område afgrænset af Rigabugten i vest, Daugava i syd og nåede i nord omtrent til Pärnu og Võrtsjärv i Estland. Riga, Letlands hovedstad, ligger også i Livland.
Livland blev i 1200-tallet erobret af Den Tyske Orden under ledelse af biskop Albert af Riga. Liverne blev derefter tvangskristnet af tyske og nordiske korsfarere. Fra 1561 blev landskabet en del af Den polsk-litauiske realunion og i 1629 erobret af Sverige. I perioden 1721-1918 var det en del af Rusland. Ved oprettelsen af de baltiske stater efter 1. verdenskrig blev Livland delt mellem Estland og Letland.
I lighed med navnet Preussen, som overlevede gammelprøjserne, beholdt også navnet Livland sin betydning længe efter at den liviske urbefolkning kom i mindretal. Først efter 1918 er navnet gradvis gået ud af brug.
Det liviske sprog har overlevet helt frem til vor tid, men uddøde i 2013.
Livland har lagt navn til Liflandsgade, en sidegade til Amagerbrogade.